# Poétika (Arisztotelész)
A Poétika (ógörögül ποιητική [τέχνη] poiétiké [techné] ’az alkotó, költői művészet’) Arisztotelésztől származik, és valószínűleg Kr.e. 335-ben keletkezhetett. Eredetileg vázlat volt Arisztotelész előadásaihoz (ún. Pramatia), amely a költészettel és a műfajokkal foglalkozik.
Arisztotelész három nagy csoportra osztotta a tudományokat (elméleti, gyakorlati és költői). A Poétika maga a költői tudomány egy részével foglalkozik, azaz a teremtő emberi tudással. A mű mind leíró (deskriptív), mind előíró (preskriptív) elemeket tartalmaz. Az arisztotelészi Poétika tárgykörébe tartoznak azon művészetek (téchnai), amelyek utánzóak (mimetikusak), ill. bemutatóak/ábrázolóak: epika, tragédia, komédia, dithüramboszköltészet, de a tánc és a zene is. A műben megmutatkozik azonban, hogy Arisztotelész majdnem kizárólag csak a szorosabb értelemben vett költészettel foglalkozik, tehát olyan ábrázoló művészetekkel, amelynek médiuma a nyelv.
Arisztotelész Poétikája összefüggésben áll a Retorika című művével, mivel mindkét írás a nyelvvel és a kommunikációval foglalkozik, valamint a Politika című művével, mivel a költészetnek és a beszédművészetnek a görög poliszokban központi társadalmi feladatai voltak.

## Magyarul
- Aristoteles poetikája; ford., bev., jegyz. Geréb József; Franklin, Bp., 1891 (Olcsó könyvtár)
- Poétika; ford., jegyz. Sarkady János, utószó Nádor György; Magyar Helikon, Bp., 1963
- Poétika; ford. Sarkady János, Rónafalvi Ödön, pontosítás Lautner Péter, jegyz. Szalai Sándor; Kossuth, Bp., 1997
- Poétika és más költészettani írások. Teljes, gondozott szöveg; ford. Ritoók Zsigmond, szerk., jegyz. Bolonyai Gábor; PannonKlett, Bp., 1997 (Matúra. Bölcselet)